# Биргеуань
Биргеуань, Биргеуані (рум. Bârgăuani) — село у повіті Нямц в Румунії. Входить до складу комуни Биргеуань.
Село розташоване на відстані 288 км на північ від Бухареста, 22 км на схід від П'ятра-Нямца, 73 км на захід від Ясс.

## Населення
За даними перепису населення 2002 року у селі проживали 1257 осіб, усі — румуни. Усі жителі села рідною мовою назвали румунську.